# Huis Oudegein
Huis Oudegein is een kasteel en landgoed in Oudegein, een wijk van Nieuwegein.
Het kasteel of landhuis Oudegein is gelegen in het noorden van Oudegein, dat met het aangrenzende gebied ten noorden hiervan tot 1971 onderdeel was van de gemeente Jutphaas. Het huis en landgoed grenst aan Park Oudegein. Het huis is niet vrij toegankelijk. Het hoofdgebouw en enkele andere elementen (waaronder de brug en het hek naar het voorplein) hebben de status van rijksmonument. In 2015 is landgoed Oudegein opengesteld als vergaderlocatie. 

## Geschiedenis
De oudste vermelding dateert van 1211. In 1382 werd het gebouw in brand gestoken waarna het werd hersteld. In 1536 werd het door de Staten van Utrecht erkend als ridderhofstad.